# OSCAR

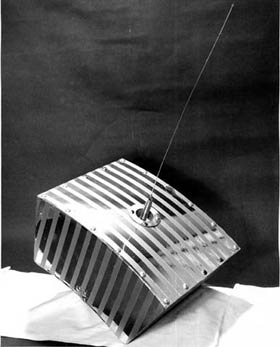
OSCAR 1

OSCAR son las siglas en inglés de Orbiting Satellite Carrying Amateur Radio (Satélite Orbitante Portando Radio Amateur). La serie de satélites OSCAR de radioaficionados utilizan la asignación de frecuencias de radio aficionados para facilitar la comunicación entre las estaciones de radio aficionados.
Estos satélites se pueden utilizar de forma gratuita por los operadores con licencia de radioaficionado para voz ( FM, SSB) y comunicaciones de datos (AX.25, radiopaquete, APRS). Actualmente, más de 20 satélites están funcionando completamente en órbita actuando como repetidores, transpondedores lineales o store-and-forward y relés digitales.
A lo largo de los años, los satélites OSCAR han contribuido a hacer grandes avances en la ciencia de las comunicaciones por satélite. Algunos avances incluyen el lanzamiento del primer satélite transpondedor de voz (OSCAR 3) y el desarrollo de las más avanzados técnicas digitales de mensajería store-and-forward. Hasta la fecha, más de 70 satélites OSCAR han sido lanzados.

## OSCAR 1
El primer satélite de radioaficionados fue llamado simplemente OSCAR 1 y fue lanzado el 12 de diciembre de 1961, apenas cuatro años después del lanzamiento del primer satélite del mundo, el Sputnik I. OSCAR 1 fue el primer satélite en ser expulsado como carga útil secundaria y, posteriormente, entrar en una órbita separada. A pesar de estar en órbita por 22 días OSCAR 1 fue un éxito inmediato con más de 570 operadores de radio aficionados en 28 países que siguieron las observaciones del Proyecto OSCAR.

## OSCAR satélite de comunicaciones
En la actualidad, los satélites OSCAR respalda varios tipos diferentes de modulación de señal, incluyendo voz por FM, voz por SSB, así como las comunicaciones digitales de AX.25 FSK (radiopaquete) y PSK-31.

## Lista de los satélites lanzados previamente
Los nombres de los satélites a continuación están ordenados en orden cronológico por fecha de lanzamiento, ascenso. La columna de estado indica el estado actual de funcionamiento del satélite. El verde significa que el satélite está actualmente en funcionamiento, el naranja indica que el satélite funciona parcialmente o fallar. El color rojo indica que el satélite no es operativo y  negro indica que el satélite ha vuelto a entrar en la atmósfera de la Tierra. La lista de países denota el país que construyó el satélite y no el país de lanzamiento.
| Nombre (alias)                                                          | Estado                   | Lanzado en | País                      |
| ----------------------------------------------------------------------- | ------------------------ | ---------- | ------------------------- |
| OSCAR (OSCAR 1)                                                         | Deteriorado              | 1961-12-12 | EUA                       |
| OSCAR II (OSCAR 2)                                                      | Deteriorado              | 1962-06-02 | EUA                       |
| OSCAR III (OSCAR 3, EGRS-3)                                             | No operacional           | 1965-03-09 | EUA                       |
| OSCAR IV (OSCAR 4)                                                      | Deteriorado              | 1965-12-21 | EUA                       |
| Australis-OSCAR 5 (OSCAR 5, AO-5, AO-A)                                 | No operacional           | 1970-01-23 | Australia                 |
| AMSAT-OSCAR 6 (OSCAR 6, AO-6, AO-C, P2A)                                | No operacional           | 1972-10-15 | EUA                       |
| AMSAT-OSCAR 7 (OSCAR 7, AO-7, AO-B, P2B)                                | Parcialmente operacional | 1974-11-15 | EUA                       |
| AMSAT-OSCAR 8 (OSCAR 8, AO-8, AO-D, P2D)                                | No operacional           | 1978-03-05 | EUA/Canadá/Alemania/Japón |
| UoSat-OSCAR 9 (UOSAT 1, UO-9)                                           | Deteriorado              | 1981-10-06 | Reino Unido               |
| AMSAT-OSCAR 10 (Phase 3B, AO-10, P3B)                                   | No operacional           | 1983-06-16 | EUA/Alemania              |
| UoSat-OSCAR 11 (UoSat-2, UO-11, UoSAT-B)                                | Parcialmente operacional | 1984-03-01 | Reino Unido               |
| Fuji-OSCAR 12 (JAS 1, FO-12)                                            | No operacional           | 1986-08-12 | Japón                     |
| AMSAT-OSCAR 13 (Phase 3C, AO-13, P3C)                                   | Deteriorado              | 1988-06-15 | Alemania                  |
| UOSAT-OSCAR 14 (UoSAT-3, UO-14 UoSAT-D)                                 | No operacional           | 1990-01-22 | Reino Unido               |
| UOSAT-OSCAR 15 (UoSAT-4, UO-15, UoSAT-E)                                | No operacional           | 1990-01-22 | Reino Unido               |
| AMSAT-OSCAR 16 (Pacsat, AO-16, Microsat-1)                              | Parcialmente operacional | 1990-01-22 | EUA                       |
| Dove-OSCAR 17 (Dove, DO-17, Microsat-2)                                 | No operacional           | 1990-01-22 | Brasil                    |
| Weber-OSCAR 18 (WeberSAT, WO-18, Microsat-3)                            | No operacional           | 1990-01-22 | EUA                       |
| Lusat 1 OSCAR 19 Argentina (LO-19, Microsat-4)                          | Parcialmente operacional | 1990-01-22 | Argentina                 |
| Fuji-OSCAR 20 (JAS 1B, FO-20, Fuji-1B)                                  | No operacional           | 1990-02-07 | Japón                     |
| AMSAT-OSCAR 21 (RS-14, AO-21, Informator-1)                             | No operacional           | 1991-01-29 | Rusia                     |
| Radio Sputnik 12                                                        | No operacional           | 1991-02-05 | Rusia                     |
| Radio Sputnik 13                                                        | No operacional           | 1991-02-05 | Rusia                     |
| UoSat-OSCAR 22 (UOSAT 5, UO-22 UoSAT-F)                                 | No operacional           | 1991-07-17 | Reino Unido               |
| KitSAT-OSCAR 23 (KITSAT 1, KO-23, Uribyol-1)                            | No operacional           | 1992-08-10 | Corea                     |
| Arsene-OSCAR 24 (Arsene, AO-24)                                         | No operacional           | 1993-05-12 | Francia                   |
| KitSAT-OSCAR 25 (KITSAT B, KO-25, Kitsat-2, Uribyol-2)                  | No operacional           | 1993-09-26 | Corea                     |
| Italia-OSCAR 26 (ITAMSAT, IO-26)                                        | No operacional           | 1993-09-26 | Italia                    |
| AMRAD-OSCAR 27 (EYESAT-1, AO-27)                                        | Operacional              | 1993-09-26 | EUA                       |
| POSAT-OSCAR 28 (POSAT, PO-28, Posat-1)                                  | No operacional           | 1993-09-26 | Portugal                  |
| Radio Sputnik 15 (RadioSkaf-15, RS-15, Radio-ROSTO)                     | Parcialmente operacional | 1994-12-26 | Rusia                     |
| Fuji-OSCAR 29 (JAS 2, FO-29, Fuji-2)                                    | Parcialmente operacional | 1996-08-17 | Japón                     |
| Mexico-OSCAR 30 (UNAMSAT-2, MO-30, Unamsat-B, Kosmos-2334)              | No operacional           | 1996-09-05 | México/Rusia              |
| Thai-Microsatellite-OSCAR 31 (TMSAT-1, TO-31)                           | No operacional           | 1998-07-10 | Tailandia                 |
| Gurwin-OSCAR 32 (GO-32, Gurwin-1b, Techsat-1b)                          | No operacional           | 1998-07-10 | Israel                    |
| SEDSat-OSCAR 33 (SEDSat, SO-33, SEDsat-1)                               | Parcialmente operacional | 1998-10-24 | EUA                       |
| Pansat-OSCAR 34 (PAN SAT, PO-34)                                        | No operacional           | 1998-10-29 | EUA                       |
| ARISS (ARISS)                                                           | Operacional              |            | Internacional             |
| Sunsat-OSCAR 35 (SUNSAT, SO-35)                                         | No operacional           | 1999-02-23 | Sudáfrica                 |
| UoSat-OSCAR 36 (UOSAT 12, UO-36)                                        | No operacional           | 1999-04-21 | Reino Unido               |
| ASU-OSCAR 37 (AO-37, AS EUAt-1, AS EUAT)                                | No operacional           | 2000-01-27 | EUA                       |
| OPAL-OSCAR 38 (OO-38, StenSat, OPAL)                                    | No operacional           | 2000-01-27 | EUA                       |
| Weber-OSCAR 39 (WO-39, JAWSAT)                                          | No operacional           | 2000-01-27 | EUA                       |
| Saudi-OSCAR 41 (SO-41, Saudisat 1A)                                     | No operacional           | 2000-09-26 | Arabia Saudita            |
| Saudi-OSCAR 42 (SO-42, Saudisat 1B)                                     | No operacional           | 2000-09-26 | Arabia Saudita            |
| Malaysian-OSCAR 46 (MO-46, TIUNGSAT-1)                                  | No operacional           | 2000-09-26 | Malasia                   |
| AMSAT-OSCAR 40 (AO-40, Phase 3D, P3D)                                   | No operacional           | 2000-11-16 | EUA                       |
| Starshine-OSCAR 43 (SO-43, Starshine 3)                                 | Deteriorado              | 2001-09-30 | EUA                       |
| Navy-OSCAR 44 (NO-44, PCSat)                                            | Parcialmente operacional | 2001-09-30 | EUA                       |
| Navy-OSCAR 45 (NO-45, Sapphire)                                         | No operacional           | 2001-09-30 | EUA                       |
| BreizhSAT-OSCAR 47 (BO-47, IDEFIX CU1)                                  | No operacional           | 2002-05-04 | Francia                   |
| BreizhSAT-OSCAR 48 (BO-48, IDEFIX CU2)                                  | No operacional           | 2002-05-04 | Francia                   |
| AATiS-OSCAR 49 (AO-49, Safir-M, RUBIN 2)                                | No operacional           | 2002-12-20 | Alemania                  |
| Saudi-OSCAR 50 (SO-50, Saudisat-1C)                                     | Operacional              | 2002-12-20 | Arabia Saudita            |
| CubeSat-OSCAR 55 (Cute-1)                                               | Operacional              | 2003-06-30 | Japón                     |
| CubeSat-OSCAR 57 (CubeSat-XI-IV)                                        | Operacional              | 2003-06-30 | Japón                     |
| CanX-1                                                                  | No operacional           | 2003-06-30 | Canadá                    |
| [[DTEUAt]]                                                              | Deteriorado              | 2003-06-30 | Dinamarca                 |
| AAU Cubesat                                                             | No operacional           | 2003-06-30 | Dinamarca                 |
| RS-22 (Mozhayets 4)                                                     | Operacional              | 2003-09-27 | Rusia                     |
| AMSAT-OSCAR 51 (Echo, AO-51)                                            | No operacional           | 2004-06-28 | EUA                       |
| [[VEUAt-OSCAR 52]] (HAMSAT, VO-52, V EUAt)                              | Operacional              | 2005-05-05 | India / Países Bajos      |
| PCSat2 (PCSAT2)                                                         | Deteriorado              | 2005-08-03 | EUA                       |
| AMSAT-OSCAR 54 (AO-54, SuitSat, Radioskaf)                              | Deteriorado              | 2005-09-08 | Internacional             |
| eXpress-OSCAR 53 (XO-53, SSETI Express)                                 | No operacional           | 2005-10-27 | Agencia Espacial Europea  |
| CubeSat-OSCAR 58 (CO-58, Cubesat XI-V)                                  | Operacional              | 2005-10-27 | Japón                     |
| UWE-1                                                                   | No operacional           | 2005-10-27 | Alemania                  |
| NCube-2                                                                 | No operacional           | 2005-10-27 | Noruega                   |
| CubeSat-OSCAR 56 (CO-56, Cute-1.7)                                      | No operacional           | 2006-02-21 | Japón                     |
| K7RR-Sat                                                                | No operacional           | 2006-07-26 | EUA                       |
| CP2                                                                     | No operacional           | 2006-07-26 | EUA                       |
| [[HAEUAT 1]]                                                            | No operacional           | 2006-07-26 | Corea del Sur             |
| ICE Cube 1                                                              | No operacional           | 2006-07-26 | EUA                       |
| ICE Cube 2                                                              | No operacional           | 2006-07-26 | EUA                       |
| ION                                                                     | No operacional           | 2006-07-26 | EUA                       |
| KUTESat                                                                 | No operacional           | 2006-07-26 | EUA                       |
| MEROPE                                                                  | No operacional           | 2006-07-26 | EUA                       |
| nCUBE 1                                                                 | No operacional           | 2006-07-26 |                           |
| RINCON                                                                  | No operacional           | 2006-07-26 | EUA                       |
| SACRED                                                                  | No operacional           | 2006-07-26 | EUA                       |
| SEEDS                                                                   | No operacional           | 2006-07-26 | Japón                     |
| Voyager                                                                 | No operacional           | 2006-07-26 | EUA                       |
| PicPot                                                                  | No operacional           | 2006-07-26 | Italia                    |
| HITSat-OSCAR 59 (HITSat, HO-59)                                         | No operacional           | 2006-09-22 | Japón                     |
| Genesat 1                                                               | Operacional              | 2006-12-16 | EUA                       |
| Navy-OSCAR 60 (RAFT, NO-60)                                             | Deteriorado              | 2006-12-21 | EUA                       |
| Navy-OSCAR 61 (ANDE, NO-61)                                             | Deteriorado              | 2006-12-21 | EUA                       |
| Navy-OSCAR 62 (FCAL, NO-62)                                             | Deteriorado              | 2006-12-21 | EUA                       |
| Libertad-1                                                              | No operacional           | 2007-04-17 | Colombia                  |
| CAPE-1                                                                  | Parcialmente operacional | 2007-04-17 | EUA                       |
| CP3                                                                     | No operacional           | 2007-04-17 | EUA                       |
| CP4                                                                     | No operacional           | 2007-04-17 | EUA                       |
| Pehuensat-OSCAR 63 (PEHUENSAT-1, PO-63)                                 | Deteriorado              | 2007-10-01 | Argentina                 |
| Delfi-OSCAR 64 (Delfi-C3, DO-64)                                        | Parcialmente operacional | 2008-04-28 | Países Bajos              |
| Cubesat-OSCAR 65 (Cute-1.7+APD II, CO-65)                               | Operacional              | 2008-04-28 | Japón                     |
| Cubesat-OSCAR 66 (SEED II, CO-66)                                       | Operacional              | 2008-04-28 | Japón                     |
| COMPASS-1                                                               | Parcialmente operacional | 2008-04-28 | Alemania                  |
| RS-30 (Yubileiny)                                                       | Operacional              | 2008-05-23 | Rusia                     |
| PRISM (HITOMI)                                                          | Operacional              | 2009-01-23 | Japón                     |
| KKS-1 (KISEKI)                                                          | Operacional              | 2009-01-23 | Japón                     |
| STARS (KUKAI)                                                           | Unknown                  | 2009-01-23 | Japón                     |
| Castor                                                                  | Unknown                  | 2009-07-30 | EUA                       |
| Pollux                                                                  | No operacional           | 2009-07-30 | EUA                       |
| Aggiesat2                                                               | Deteriorado              | 2009-07-30 | EUA                       |
| PARADIGM (BEVO-1)                                                       | Deteriorado              | 2009-07-30 | EUA                       |
| Sumbandila-OSCAR 67 (SumbandilaSat, SO-67)                              | Operacional              | 2009-09-17 | Sudáfrica                 |
| SwissCube                                                               | Operacional              | 2009-09-23 | Suiza                     |
| ITUpSAT1                                                                | Operacional              | 2009-09-23 | Turquía                   |
| UWE-2                                                                   | Operacional              | 2009-09-23 | Alemania                  |
| BEESAT                                                                  | Operacional              | 2009-09-23 | Alemania                  |
| Hope Oscar 68 (XW-1, HO-68)                                             | No operacional           | 2009-12-15 | China                     |
| AubieSat-1 Archivado el 18 de abril de 2012 en Wayback Machine. (AO-71) | Operacional              | 2011-10-28 | EUA                       |
| ANTELSAT (ANTELSAT)                                                     | Operacional              | 2014-06-19 | Uruguay                   |